# Franz Künstler (homme politique)
Franz Künstler, né le 13 mai 1888 à Berlin et mort le 10 septembre 1942 dans cette même ville,, est un homme politique et résistant allemand au nazisme.

## Biographie
Ouvrier machiniste, il adhère en 1906 au syndicat Association allemande des métallurgistes (DMV) et en 1907 au Parti social-démocrate d'Allemagne (SPD). En 1910 il est emprisonné quatorze jours « pour avoir prétendument insulté le corps des officiers allemands ». Soldat dans le 451e régiment d'infanterie durant la Première Guerre mondiale, il est envoyé sur le front de l'Ouest, en France et en Belgique. Il prend part à la révolution allemande de 1918-1919, et siège au conseil d'ouvriers et de soldats de son unité. Il devient membre en 1920 du comité central du Parti social-démocrate indépendant d'Allemagne (USPD) et, avec cette étiquette, est élu vice-président du conseil municipal de Neukölln,,.
Aux élections législatives allemandes de 1920, il est élu député de la seconde circonscription de Potsdam, et entre au Reichstag pour ce qui est la première législature de la république de Weimar, avec l'étiquette de l'USPD. Il réintègre le SPD en 1922. Battu dans sa circonscription aux élections de mai 1924, il retrouve son siège à celles de décembre 1924 et est dès lors réélu sans discontinuer jusqu'à l'arrivée au pouvoir des nazis. C'est également en 1924 qu'il est élu président de la branche du SPD du Grand Berlin,.
Les nazis arrivent au pouvoir en janvier 1933, dans le cadre d'une coalition avec le Parti populaire national allemand. Malgré la répression, la violence et l'intimidation orchestrées par les nazis durant la campagne des élections anticipées de mars 1933, Franz Künstler est réélu député. En juin, le gouvernement nazi interdit le SPD, et Franz Künstler est arrêté et interné au camp de concentration d'Oranienbourg. « Gravement malade » d'une maladie cardiaque, il est relâché fin août 1934 à la faveur d'une amnistie décidée par les nazis à la mort du président Paul von Hindenburg. Il renoue des contacts avec ses anciens camarades et est le « principal organisateur » de la refondation illégale du SPD de Berlin. Il noue également des contacts avec la résistance communiste pour faire front commun contre le nazisme,.
Surveillé par la Gestapo, il est arrêté le 23 juillet 1935. Détenu au siège de la Gestapo au Prinz-Albrecht-Straße de Berlin jusqu'en novembre 1938, il est ensuite assigné comme porteur pour l'armée à Berlin-Tempelhof et contraint de « porter des sacs de 90 kilos » malgré sa maladie. Le 10 septembre 1942, à l'âge de 54 ans, épuisé, il meurt d'une crise cardiaque dans le tramway à l'angle de l'Urbanstraße (de) et de la Blücherstraße. Plus de mille personnes assistent à ses funérailles à Berlin, considérées par l'historien Joachim Fest comme « la dernière manifestation de masse contre le régime hitlérien »,,,.
La rue Franz-Künstler-Straße à Berlin est nommée à sa mémoire, et il est l'un des anciens députés commémorés par le Mémorial en souvenir des 96 membres du Reichstag assassinés par les nazis, devant le palais du Reichstag.